# Najas flexilis
Najas flexilis là một loài thực vật có hoa trong họ Hydrocharitaceae. Loài này được (Willd.) Rostk. & W.L.E.Schmidt mô tả khoa học đầu tiên năm 1824.